# Хворост Люцина Володимирівна
Хворост Люцина Володимирівна (нар. 24 грудня 1982, Харків) — українська поетеса, прозаїк, перекладач, журналістка, співачка-шансоньє, літературний редактор.

## Біографія
Закінчила філологічний факультет Харківського національного університету імені В. Н. Каразіна (українське відділення).
У 2001—2003 роках була учасницею літературного конґломерату «VеСЛО СЛОва». Нині — членкиня Національної спілки письменників України, Національної спілки журналістів України та Харківського Українського клубу «Апостроф». До її близького творчого кола входять насамперед такі автори, як Лариса Вировець і Олена О'Лір. Своїми літературними вчителями називає Володимира Базилевського та Ігоря Качуровського, а також Володимира Науменка, головного редактора часопису «Березіль», на шпальтах якого Люцина Хворост з'являється як автор і журналіст починаючи від 2007 року.
2009 року записала самвидавний музичний альбом «Art-cafe Belveder», витриманий у стилі «ретро-шансон».
Того ж року вийшла її перша поетична збірка — «ГаЛЮЦИНАції», де молода поетеса засвідчила своє тяжіння до класичних форм. Наступним етапом її творчого дорослішання стала книжка «Паперовий кораблик» (2010), що містить не лише вірші, а й прозові мініатюри, об'єднані в розділ «Новели і притчі».
Наприкінці 2014 року за сприяння письменника і мецената Романа Коваля побачив світ перший ліцензійний музичний альбом Люцини Хворост «Солодко-гіркий романс», зібрання пісень (переважно авторських) у стилі українського шансону та романсу.
Улітку 2015 року в Харкові вийшла третя поетична збірка Люцини Хворост — «Скликаю птаство», до якої увійшли зокрема й перекладацькі спроби — україномовні інтерпретації віршів польських поетів Леопольда Стаффа та Казімєжа Пшерви-Тетмаєра.
Перекладала українською мовою фейлетони Стефанії Ґродзєнської, есеїстично-мемуарні книжки Кшиштофа Зануссі «Час помирати» (2011), «Стратегії життя» (2015) та «Страта двійника» (2016), книжку спогадів Данути Валенси, дружини екс-президента Польщі Леха Валенси, під назвою «Мрії і таємниці» (2013).
Лауреат літературної премії імені Олеся Гончара (2012) у номінації «мала проза» — за оповідання «Медальйон у формі серця» та «Шукайте свою подорож», а також повість «Пута».
Лауреат І премії Першого міжнародного конкурсу виконавців українського романсу імені Квітки Цісик (2011) та ІІ премії Всеукраїнського фестивалю сучасного українського романсу «Осіннє рандеву» (2013).
Автор кількарічного циклу інтерв'ю з відомими літераторами, мовознавцями та громадськими діячами, від Святослава Караванського до Марини Павленко. Ці інтерв'ю регулярно з'являлися на сторінках журналу «Березіль», а на початку 2017 р. нарешті вийшли під однією обкладинкою: книжка, що їх об'єднала, дістала назву «А скажіть, будь ласка…» і побачила світ завдяки видавництву «Ярославів Вал».